# 浅野清 (古生物学者)
浅野 清（あさの きよし、1910年6月1日 - 1989年3月24日）は、日本の古生物学者。愛知県名古屋市出身。

## 人物
名古屋市内において、11人兄弟の末っ子として生を受ける。第八高等学校（名古屋大学教養部の前身）を卒業後、東北帝国大学理学部、東北帝国大学大学院に進んだ。大学院において、小型有孔虫に関する研究に精力的に取り組む。
1938年（昭和13年）、南洋庁熱帯研究所嘱託となり、当時日本の委任統治下にあったパラオに赴いた。翌年技師となりサンゴ礁の研究を開始したものの、その年の秋には太平洋石油株式会社に移ることとなった。同社ではメキシコの石油資源調査に携わる。1941年（昭和16年）夏には仙台に戻り、東北帝大において副手の職を得た。助手、助教授を経て、1951年（昭和26年）に後身の東北大学理学部教授となった。1965年（昭和40年）日本古生物学会会長。
1974年（昭和49年）、定年退官。
1989年、つくば市筑波大学附属病院において亡くなった。